# Mancagne (langue)
Cet article concerne la langue mancagne. Pour le peuple mancagne, voir Mancagnes.
Le mancagne est une langue parlée en Guinée-Bissau, mais également en Gambie et au Sénégal. 
Elle fait partie des langues rattachées à la branche nord des langues atlantiques, elles-mêmes sous-catégorie des langues nigéro-congolaises.

## Autres noms
Mankaañ, Mankanha, Mankanya, Mancanha, Mancang, Bola, Ba houla, etc.

## Statut
Comme seize autres langues, elle a obtenu le statut de langue nationale au Sénégal.

## Population
Le mancagne était parlé par 68 955 personnes en 2002[réf. nécessaire].
Au Sénégal, lors du dernier recensement (2002), le nombre de locuteurs s'élevait à 26 450[réf. nécessaire].

## Écriture
Le mancagne est écrit avec l’alphabet latin. Au Sénégal, un décret de 2005 règlemente l’orthographe mancagne.
| Lettres de l’alphabet (Sénégal) | Lettres de l’alphabet (Sénégal) | Lettres de l’alphabet (Sénégal) | Lettres de l’alphabet (Sénégal) | Lettres de l’alphabet (Sénégal) | Lettres de l’alphabet (Sénégal) | Lettres de l’alphabet (Sénégal) | Lettres de l’alphabet (Sénégal) | Lettres de l’alphabet (Sénégal) | Lettres de l’alphabet (Sénégal) | Lettres de l’alphabet (Sénégal) | Lettres de l’alphabet (Sénégal) | Lettres de l’alphabet (Sénégal) | Lettres de l’alphabet (Sénégal) | Lettres de l’alphabet (Sénégal) | Lettres de l’alphabet (Sénégal) | Lettres de l’alphabet (Sénégal) | Lettres de l’alphabet (Sénégal) | Lettres de l’alphabet (Sénégal) | Lettres de l’alphabet (Sénégal) | Lettres de l’alphabet (Sénégal) | Lettres de l’alphabet (Sénégal) | Lettres de l’alphabet (Sénégal) | Lettres de l’alphabet (Sénégal) | Lettres de l’alphabet (Sénégal) | Lettres de l’alphabet (Sénégal) | Lettres de l’alphabet (Sénégal) | Lettres de l’alphabet (Sénégal) |
| ------------------------------- | ------------------------------- | ------------------------------- | ------------------------------- | ------------------------------- | ------------------------------- | ------------------------------- | ------------------------------- | ------------------------------- | ------------------------------- | ------------------------------- | ------------------------------- | ------------------------------- | ------------------------------- | ------------------------------- | ------------------------------- | ------------------------------- | ------------------------------- | ------------------------------- | ------------------------------- | ------------------------------- | ------------------------------- | ------------------------------- | ------------------------------- | ------------------------------- | ------------------------------- | ------------------------------- | ------------------------------- |
| A                               | B                               | C                               | D                               | E                               | Ë                               | F                               | G                               | H                               | I                               | J                               | K                               | L                               | M                               | N                               | Ñ                               | Ŋ                               | O                               | P                               | R                               | S                               | Ş                               | T                               | Ŧ                               | Ţ                               | U                               | W                               | Y                               |
| a                               | b                               | c                               | d                               | e                               | ë                               | f                               | g                               | h                               | i                               | j                               | k                               | l                               | m                               | n                               | ñ                               | ŋ                               | o                               | p                               | r                               | s                               | ş                               | t                               | ŧ                               | ţ                               | u                               | w                               | y                               |